# Штридер, Рико
Рико Штридер (нем. Rico Strieder; родился 6 июля 1992 года в Дахау, Германия) — немецкий футболист, полузащитник.

## Клубная карьера
Штридер — воспитанник мюнхенской «Баварии». В 2011 году из-за высокой конкуренции Рико начал выступать за команду дублёров в региональной лиге Германии. 2 мая 2015 года в матче против леверкузенского «Байера» он дебютировал в Бундеслиге. В этом же сезоне Штридер стал чемпионом Германии. Летом того же года Рико перешёл в нидерландский «Утрехт». 16 августа в матче против «Херенвена» он дебютировал в Эредивизи. 5 декабря в поединке против «Де Графсхапа» Штридер забил свой первый гол за «Утрехт». Через несколько дней после этого в матче против «Хераклеса» он порвал крестообразные связки на левом колене и остался вне игры до конца сезона.

## Достижения
Командные
«Бавария»
- Чемпионат Германии по футболу — 2014/2015